# Anna Karenina (film 1985)
Anna Karenina – amerykański film dramatyczny z 1985 roku w reżyserii Simon Langton. Film jest adaptacją powieści Lwa Tołstoja pod tym samym tytułem.

## Obsada
- Jacqueline Bisset - Anna Karenina
- Christopher Reeve - Wroński
- Anna Massey - Betsy
- Paul Scofield - Aleksiej Karenin
- Ian Ogilvy - Stiva
- Judi Bowker -  Kitty
- Valerie Lush - Annuszka